# Địa nhãn Himalaya
Địa nhãn Himalaya (danh pháp khoa học: Sapria himalayana) là một loài thực vật có hoa trong họ Rafflesiaceae. Loài này được Griff. miêu tả khoa học đầu tiên năm 1844.

## Hình ảnh

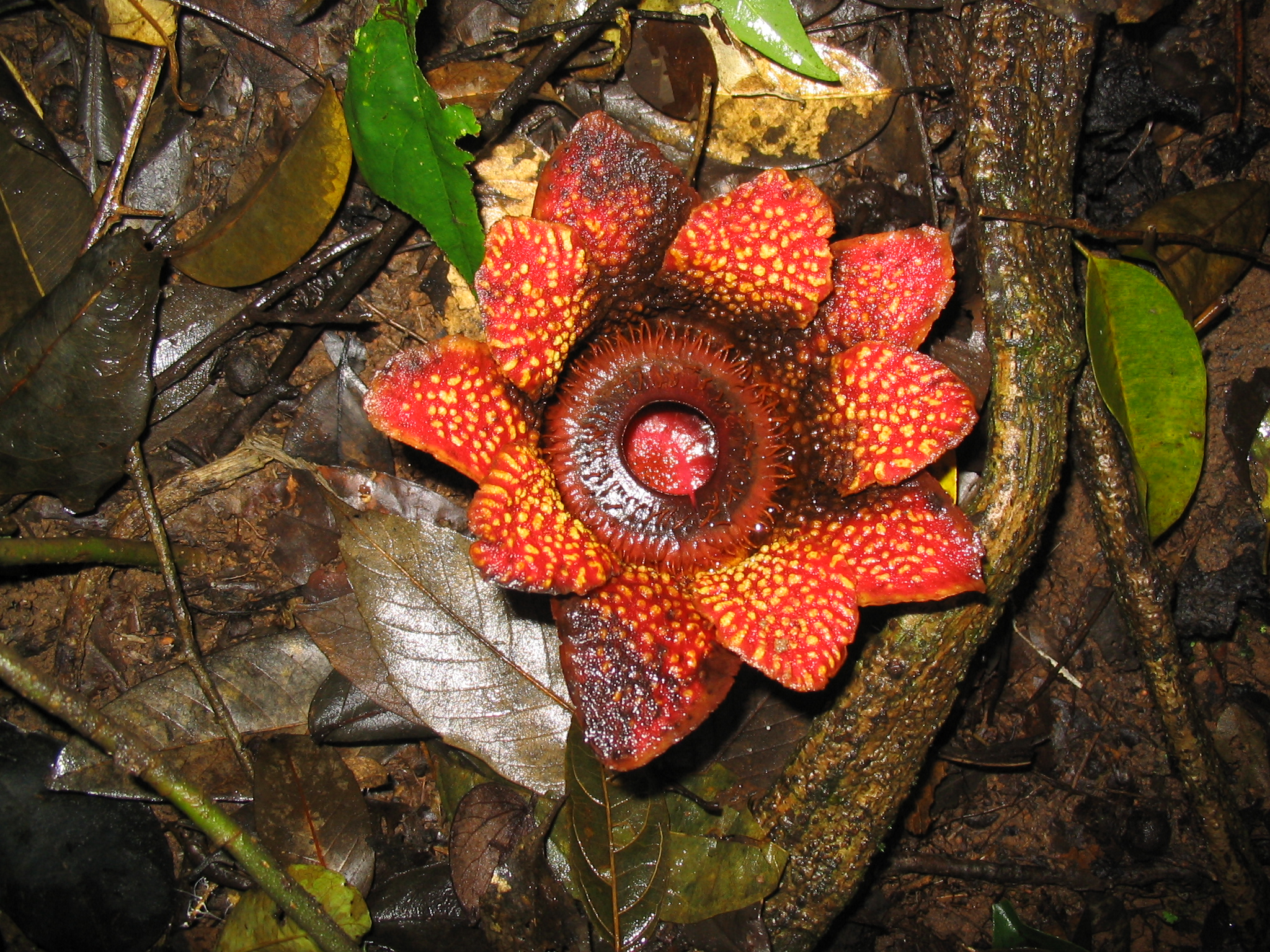
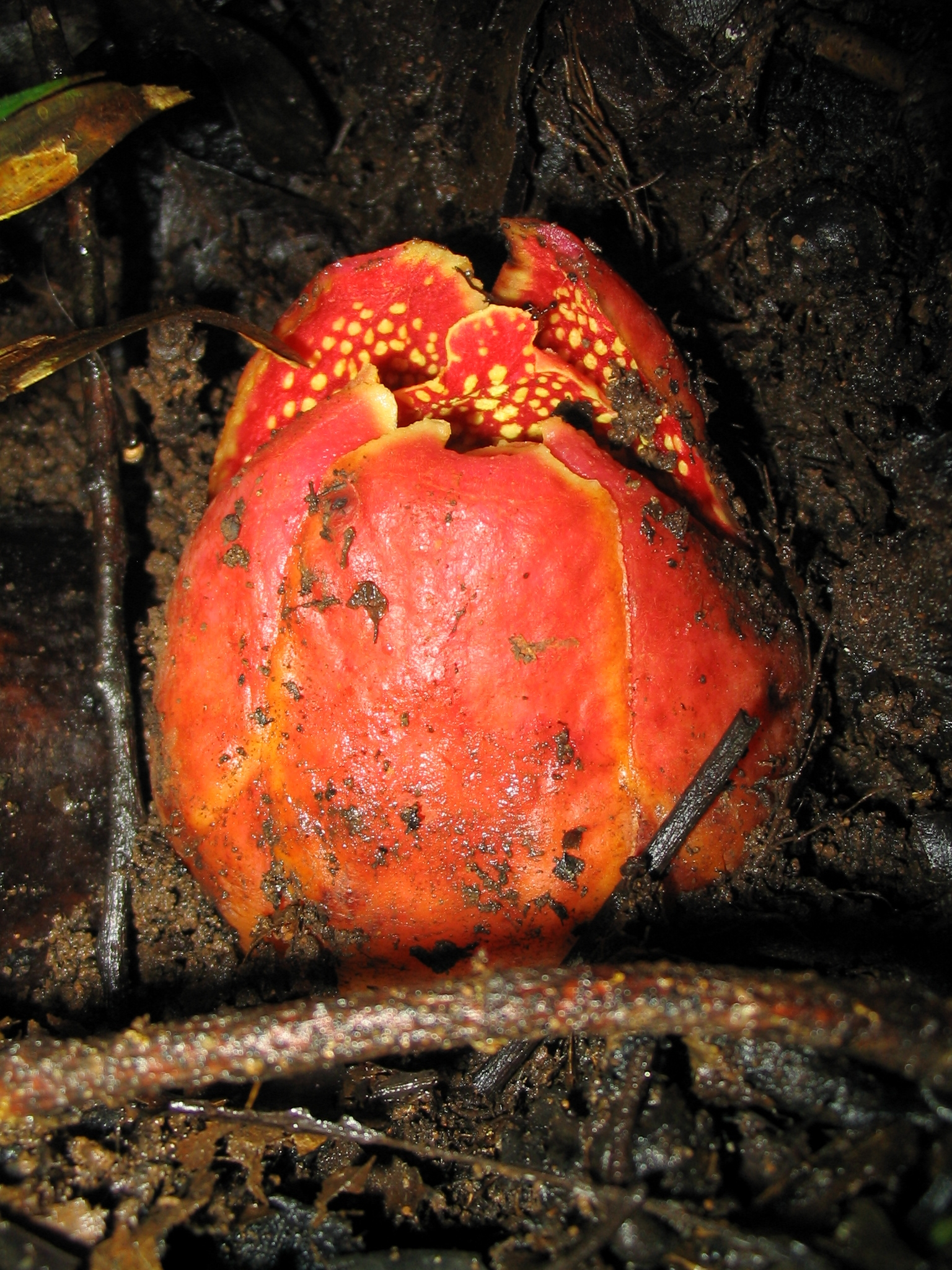
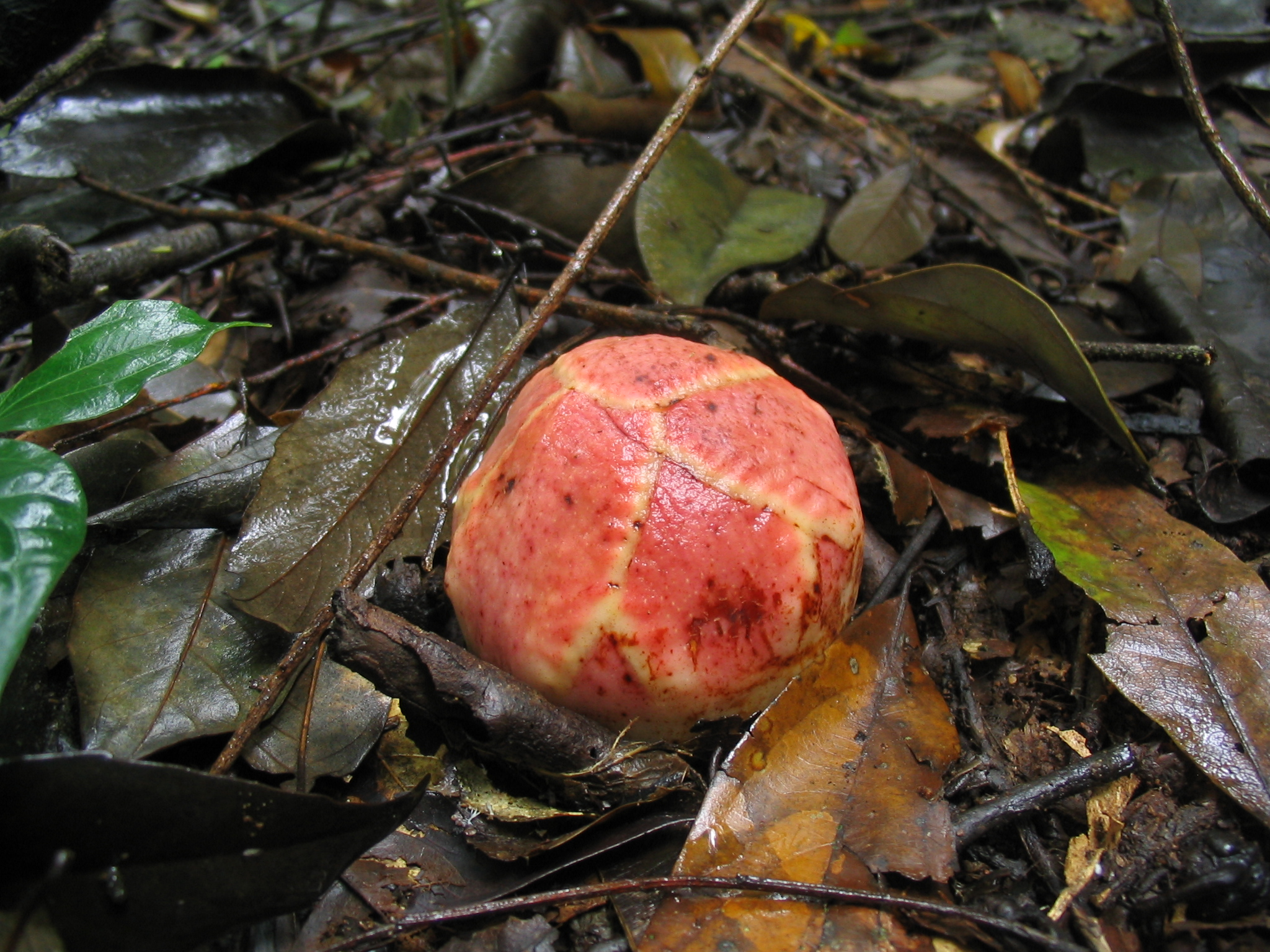
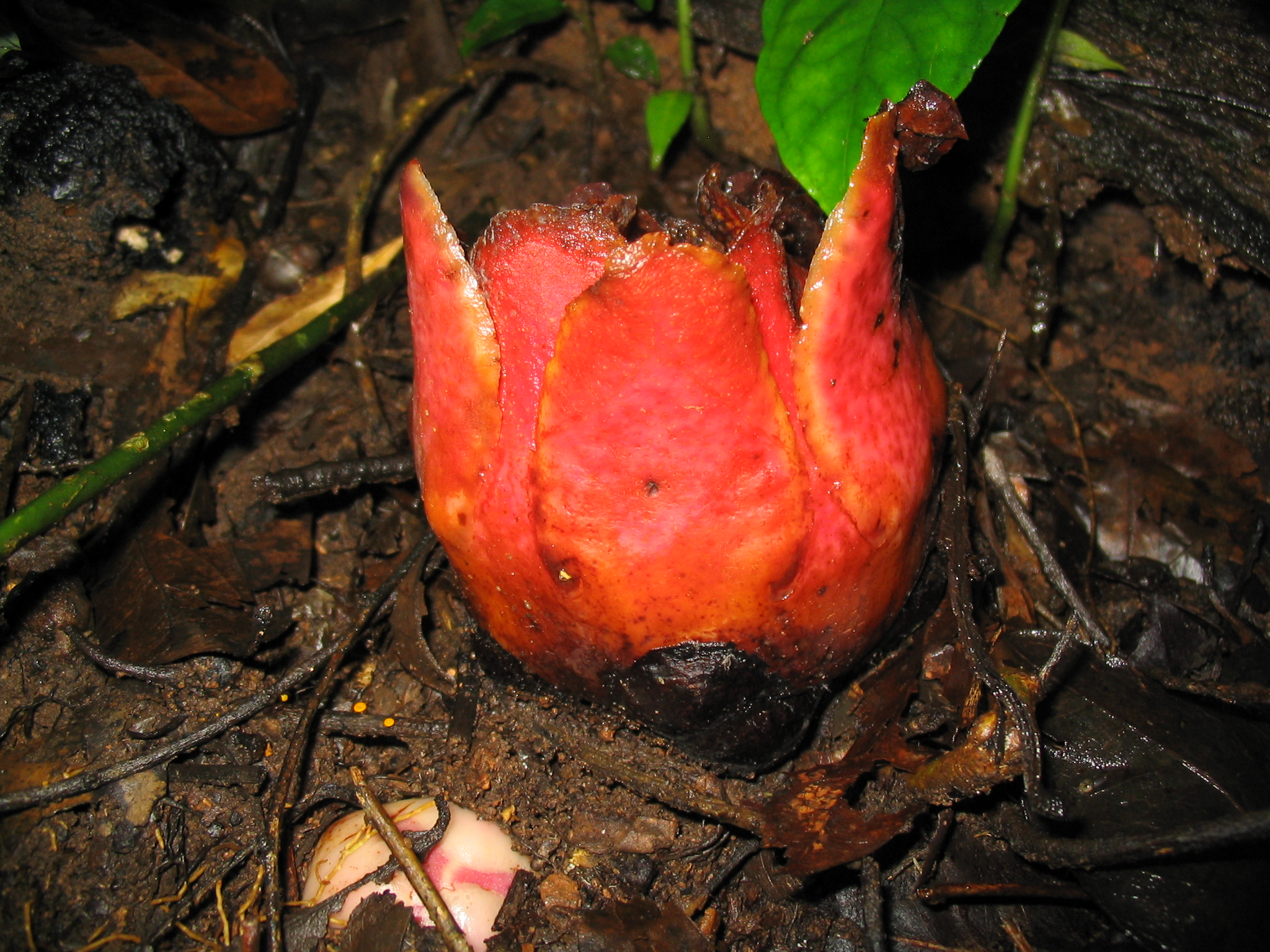